# Das Leben der Mrs. Skeffington
Das Leben der Mrs. Skeffington (Originaltitel: Mr. Skeffington) ist ein US-amerikanisches Filmdrama des Regisseurs Vincent Sherman aus dem Jahr 1944. Es basiert auf dem Roman Die sieben Spiegel der Lady Frances (Mr. Skeffington, 1939) von Elizabeth von Arnim.

## Handlung
Fanny Trellis ist eine verwöhnte junge Frau, die in den ersten Jahren des 20. Jahrhunderts lebt. Für ihren Bruder Trippy würde die Frau, die viele Verehrer hat, alles tun. Mr. Skeffington ist ein Börsenmakler und der Chef von Trippy. Als Fanny erfährt, dass Trippy Firmengeld unterschlagen hat, beschließt sie, Mr. Skeffington zu heiraten, um ihren Bruder zu schützen. Mr. Skeffington liebt seine Frau, auch wenn er weiß, dass die Liebe nicht erwidert wird. Fanny gefällt sich in der Rolle der feinen Dame der Gesellschaft, die viele Liebhaber hat. Allein gelassen, bandelt ihr Ehemann mit seiner Sekretärin an, woraufhin Fanny die Scheidung einreicht. Ihre Tochter – sie heißt ebenfalls Fanny – bittet den Vater, sie mit nach Europa zu nehmen. Mutter Fanny ist nun frei und genießt das Leben, was ihr durch das Vermögen ihres Ex-Mannes erleichtert wird. Ihre Tochter sieht sie jahrelang nicht wieder.
Die Zeit vergeht, Fanny wird älter. Sie erkrankt bei einem Segeltörn mit ihrem Liebhaber Johnnie an Diphtherie. Die Krankheit beeinträchtigt ihre Attraktivität mehr als das Alter. Als Fanny ihre alten Freunde und Liebhaber zu einer Party einlädt, sind diese schockiert über das schlechte Aussehen Fannys. Fanny ist bestürzt, zudem verliebt sich Johnnie in ihre aus Europa zurückgekehrte Tochter, die vor den Nazis geflüchtet ist. Die beiden heiraten und lassen Fanny allein.
Derweil versucht Skeffington in Europa Fuß zu fassen. Aber als Jude wird er in ein Konzentrationslager gebracht, wo er erblindet. Er überlebt den Krieg und das KZ und kehrt zurück in die Staaten, um Fanny zu besuchen. Zum Glück für Fanny kann er nicht sehen, wie sie nun aussieht. Fanny bekommt Mitleid mit ihrem Ex-Mann. Ihr Freund und Cousin George erzählt ihr von einem Zitat Skeffingtons: „Keine Frau ist schön, bis sie geliebt wird.“ Fanny erkennt die Wahrheit dieser Worte und blüht wieder auf.

## Hintergrund
Die Drehbuchautoren Julius und Philip Epstein waren Zwillingsbrüder. Gemeinsam gewannen sie 1942 einen Oscar für Casablanca. Weitere Mitarbeiter mit Oscar-Meriten: Komponist Franz Waxman gewann zwei Statuen (1950 und 1951) und war zehn weitere Male nominiert; Kameramann Ernest Haller gewann einen Oscar 1939 und war sechs weitere Male nominiert; Filmeditor Ralph Dawson bekam dreimal den Oscar verliehen (1935, 1936 und 1938); für die Kostüme war der dreifach Oscar-prämierte Orry-Kelly verantwortlich. Auch der Orchesterleiter Leo F. Forbstein konnte einen Oscar vorweisen, den er 1938 gewann.
Das Leben der Mrs. Skeffington wurde am 25. Mai 1944 in New York City uraufgeführt und kam am 12. August 1944 in den USA in die Kinos. Die deutsche Erstaufführung war am 21. September 1963 in der ARD.

## Kritiken
Für den film-dienst handelte es sich um ein „[g]roßangelegtes Rührstück voller geschickt inszenierter melodramatischer Effekte; bemerkenswert auch durch den maskenbildnerisch überzeugenden Alterungs- und Verfallsprozess der hervorragend spielenden Bette Davis“. Cinema bezeichnete den Film als „Seifenoper de luxe mit facettenreicher Diva“. Prisma lobte Bette Davis, die „mit außerordentlicher Wandlungsfähigkeit den Kreuzweg eines alternden Society-Girls“ nachzeichne. Der Film sei ein „packende[s] Edel-Melodram über den kalten Glanz der Schönheit und der narzisstischen Lebensfreude“.
Das Internetportal moviesection.de konstatierte, dass die Story „fesselnd und packend“ sei. „Die verschiedenen Facetten der Mrs. Skeffington sind toll herausgearbeitet“, so das Portal. Generell seien alle Darsteller in ihren Rollen glaubwürdig und der Film „[e]in Muss für alle Fans des schwarz/weißen Kinos und für jene, die sich erneut von Bette Davis überzeugen lassen möchten“.

## Auszeichnungen
Bei der Oscarverleihung 1945 war der Film in den Kategorien Beste Hauptdarstellerin (Bette Davis) und Bester Nebendarsteller (Claude Rains) für den Oscar nominiert. Bette Davis unterlag jedoch Ingrid Bergman in Das Haus der Lady Alquist und Claude Rains musste sich Barry Fitzgerald in Der Weg zum Glück geschlagen geben.

## Synchronisation
Eine deutsche Synchronfassung entstand 1963 im Auftrag der ARD.
| Rolle                     | Darsteller       | Synchronsprecher       |
| ------------------------- | ---------------- | ---------------------- |
| Fanny Trellis Skeffington | Bette Davis      | Gisela Peltzer         |
| Job Skeffington           | Claude Rains     | Friedrich Schoenfelder |
| George Trellis            | Walter Abel      | Heinz Petruo           |
| Doktor Byles              | George Coulouris | Hans W. Hamacher       |
| Trippy Trellis            | Richard Waring   | Herbert Stass          |
| Gangster McMahon          | Robert Shayne    | Gert Günther Hoffmann  |
| Jim Conderley             | John Alexander   | Alexander Welbat       |
| Edward Morrison           | Jerome Cowan     | Reinhold Nietschmann   |
| Haushälterin Manby        | Dorothy Peterson | Ilse Fürstenberg       |
| Chester Forbish           | Peter Whitney    | Gerd Duwner            |
| Bill Thatcher             | Bill Kennedy     | Heinz Palm             |